# Adesmia frigida
Adesmia frigida är en ärtväxtart som beskrevs av Rodolfo Amando Philippi. Adesmia frigida ingår i släktet Adesmia och familjen ärtväxter. Inga underarter finns listade i Catalogue of Life.